# Buzalkovo
Buzalkovo (kyrill. Бузалково, alban. Buzallkovë/Buzallkova) ist ein Dorf in Zentralmazedonien ca. 12 km nordwestlich der Stadt Veles. Der Ort hat 1.273 Einwohner und gehört politisch zur Gemeinde Veles.
Er befindet sich auf einer Höhe von 500 Metern über dem Meeresspiegel. Es gibt dort einen Erste-Hilfe-Punkt, eine Grundschule (bis zur achten Klasse), eine Post und Geschäfte.
Buzalkovo ist fast ausschließlich von Albanern bevölkert. In der näheren Umgebung leben ansonsten kaum Albaner, mit Ausnahme einiger Familien in der Stadt Veles. Die Hauptwirtschaftsgrundlage des Ortes ist der Tabakanbau.
1961 hatte der Ort 605 Einwohner, die mehrheitlich Türken waren. Nach der Aussiedlung der meisten Türken in die Türkei, ist die Bevölkerungsmehrheit albanisch.